# René Maupré
René Maupré pseudonimo di Charles René de Chauffour (Parigi, 9 luglio 1888 – Nizza, 6 aprile 1976) è stato un attore francese.

## Biografia
Proveniente dal teatro, fu interprete di una trentina di pellicole dal 1911 al 1948 per il cinema francese, inglese e italiano.

## Filmografia parziale
- L'Histoire d'une rose, regia di Camille de Morlhon (1911)
- Il giornale, regia di Arturo Ambrosio (1914)
- Fata Morgana, regia di Eduardo Bencivenga (1914)
- L'onore di morire, regia di Eduardo Bencivenga (1915)
- Zavorra umana, regia di Gustavo Zaremba de Jaracewski (1919)
- Champagne caprice, regia di Achille Consalvi (1919)
- Notturno tragico, regia di Geo Fitch (1921)
- Teodora, regia di Leopoldo Carlucci (1922)